# 요한 사무엘 쾨니히
요한 사무엘 쾨니히(Johann Samuel König, 1712년 7월 31일, Büdingen – 1757년 8월 21일, 아메롱겐 인근 Zuilenstein)는 수학자였다. 쾨니히와 피에르 루이 모페르튀이는 같은 시기에 요한 베르누이의 학생이었다. 최소 작용의 원리에 관해 레온하르트 오일러와 논쟁을 벌인 것으로 유명하다. 그는 또한 18세기 여성 물리학자 에밀리 드 샤틀레 후작 부인의 가정교사이기도 하다.